# 한찬남
한찬남(1560년 ~ 1623년)은 조선 중기, 후기의 문신으로,본관은 청주이며,자는 경서, 이이첨의 측근이었으며 광해군 때 형조판서를 지냈다. 이이첨의 명을 받아서 계축옥사 당시 영창대군 축출에 관여했고 그 이후 인목대비 폐모론에도 깊숙이 관여하는 등 대북파 권력의 핵심으로 활약했다. 하지만 인조반정으로 권력을 잃고 처형되었다.

## 생애
선조 말기인 1605년에 문과에 급제하여, 1607년에 성균관박사가 되면서 관직으로 진출을 했다. 이후 광해군이 즉위하자 사간원정언이 되어서 대북 파벌의 일원으로써 유영경 일파를 축출하는 데 가담했으며 임해군의 옥사에도 앞장서서 임해군 등을 처단할 것을 주장했다. 그 뒤 세자시강원사서, 사헌부지평, 사간원정언, 사간원헌납, 예조정랑 등을 하면서 이이첨의 수족 노릇을 했으며 그 뒤 다시 사헌부지평으로 임명된 뒤 서장관으로써 명나라에 다녀왔다. 그 뒤에는 사간원헌납, 사헌부지평, 예조정랑 등을 거쳐서 다시 사헌부지평이 되었으며 이후 이이첨 등의 추천으로 이조좌랑까지 승진했다. 이후 다시 세자시강원사서가 되었다가 세자시강원겸문학, 사간원정언 등을 거쳐서 성균관직강, 사헌부장령, 홍문관교리 등을 하다가 다시 사헌부장령이 되었다. 이후 봉산옥사 때 정경세, 황혁 및 유영경, 허욱, 한응인 일파를 논죄하는 데 앞장섰으며 이후 홍문관부응교, 세자시강원겸필선, 사헌부장령 등을 거쳐서 다시 홍문관부응교로 장악원정을 겸하게 되었다. 이 때 계축옥사가 발생하자 김제남과 영창대군의 처단을 가장 앞장서서 주청했으며 이이첨의 밀명을 받아서 영창대군 및 김제남을 추죄하는 일과 사사하는 일에 앞장을 서게 된다. 연이어 영창대군 사사에 반대한 이원익, 이항복, 이덕형, 심희수, 신흠, 오윤겸 등을 탄핵하는 데에도 앞장을 섰고 중앙 정계에서 물러나게 하는데도 앞장섰다. 이후 승진하여 성균관사예, 홍문관응교 등을 지냈으며 사헌부집의에도 임명된다. 1615년에는 신경희의 옥을 주관한 공으로 당상관이 되면서 동부승지가 되는데 능창군 추대 사건에 관련된 전직 좌의정 허욱을 유배케 하기도 했다. 이후 우부승지, 좌부승지, 대사간, 우승지, 좌승지 등을 거쳐서 1616년에는 도승지가 되었다. 이후 이이첨의 심복으로 활동하면서 이이첨을 비판했던 윤선도 등의 선비들을 귀양보내는데 앞장섰고 폐모론을 주청하는 데도 앞장을 섰다. 연이어 폐모에 반대한 이원익, 이항복, 기자헌, 심희수 등의 대신들을 축출하거나 귀양보내는 데에도 앞장을 섰다. 이후 대사헌으로 승차하여 재상에 올랐으며 이후에 형조판서까지 올랐으나 1623년, 인조반정이 일어나자 참수되었다.